# 日本財務翻訳
日本財務翻訳株式会社（にほんざいむほんやく、英: ZAIHON,INC.、略: 財翻）は、2006年12月に設立された、企業の財務情報を英文で提供するサービスに特化した会社である。プロネクサス（旧:亜細亜証券印刷）を親会社とする。
主力商品は英文（四半期）決算短信、英文招集通知、組替英文財務諸表であり、顧客は商品の特性ゆえ上場企業が名を連ねている。設立3年未満（2009年3月現在）にして英文決算短信と英文招集通知の提供サービスにおいては国内随一、IR関連翻訳の領域ではトップクラスの取引実績を持つ成長企業である。制作物の品質に定評があり、高品質といわれている諸々のサービスは、限られた時間で真剣に法定開示や適時開示に取り組む企業に好まれる。企業としては珍しく営業部隊を持たず、プロネクサスを窓口に、プロネクサス=和文、日本財務翻訳=英文 の各領域において、上場企業に対してワンストップでのディスクロージャー支援サービスを提供している。